# Bosó E(38)
El bosó E(38) o bosó E38 és una partícula amb una massa d'aproximadament 38 MeV/c² l'existència de la qual va ser anunciada per ser verificada l'agost del 2012 a l'accelerador de Dubna. El descobriment té una significació de sigma 5.
Aquesta nova partícula no és i no s'ha de confondre amb el bosó de Higgs trobat al CERN, que és una partícula amb una massa en un rang entre els 125 i 127 GeV/c²).
Amb una massa d'uns 38 MeV/c² el bosó E(38) és la partícula nuclear més lleugera coneguda. És uns 3,5 cops més lleuger que el pió neutral,
que, fins aquesta, era la partícula nuclear més lleugera, i uns 25 cops més lleugera que un protó.
El bosó E(38) va ser esmentat per primera vegada el febrer del 2011. Es va fer públic un senyal molt clar de la seva existència el febrer del 2012.
Tanmateix, avui en dia, la seva existència és encara sota debat.

## Teoria
El descobriment del E38 ha estat considerat com a no predit pel model estàndard. Un suggeriment que s'ha fet és que el bosó és el bosó de Higgs de la interacció forta. S'estan desenvolupant altres models que incorporen el bosó E38.

## Crítiques
El descobriment ha rebut algunes crítiques, en particular s'ha qüestionat per què els resultats de l'article científic donava un nombre de decimals que podia considerar-se excessiu. En altres acceleradors de partícules, s'ha arribat a resultats semblants al de Dubna. S'ha proposat una estructura composta de la partícula, però en aquests moments no sembla una explicació satisfactòria.